# Ernst Ritter von Xylander
Ernst Ritter von Xylander (* 26. Dezember 1922 in München; † 8. November 1998 in München) war ein bekannter Münchner Diplompsychologe, Philosoph und Astrologe. Sein Buch Lehrgang der Astrologie erschien 1953 und hatte einen prägenden Einfluss auf die Generation der deutschsprachigen Astrologen, die in der zweiten Hälfte des 20. Jahrhunderts heranwuchs. Xylander war Ehrenmitglied des Deutschen Astrologenverbands (DAV)

## Werke
- Lehrgang der Astrologie. Die älteste Lehre vom Menschen in heutiger Sicht. Origo, Zürich 1953; 6. neubearb. A. 1983, ISBN 3-282-00025-1
- Das fröhliche Horoskop. Astrologische Verse (mit Fritz Riemann). Origo, Zürich 1953; 3. verb. A. 1978, ISBN 3-282-00022-7
- Vom Umgang mit schwierigen Menschen. Psychologische Fragen des Alltagslebens. Reinhardt, München 1958; 4. A. 1972, ISBN 3-497-00365-4
- Vom Umgang mit sich selbst. Anleitung zum Wünschen und Wollen. Reinhardt, München 1958; 2. A. 1971, ISBN 3-497-00657-2